# Shaul Guerrero
Shaul Marie Guerrero (El Paso, Texas, 14 oktober 1990) is een Amerikaans zangeres, model en professioneel worstelaarster. Ze was onder de ringnaam Raquel Diaz actief in de WWE op NXT Wrestling (FCW).
Guerrero is de oudste dochter van Eddie en Vickie Guerrero.

## Professioneel worstelcarrière

### World Wrestling Entertainment/WWE (2010–2012)
Guerrero tekende een opleidingscontract met WWE in oktober 2010 en maakte haar debuut tijdens de FCW televisieopname van 4 februari 2011 onder haar ringnaam Raquel Diaz in een achtergrond gesprek met AJ.
Op 18 februari 2011, Guerrero maakte haar wedstrijddebuut op vrijdags FCW live event in Gainesville, Florida in een zes divas tag team match met de ringnaam Shauly. Guerrero verloor samen met Naomi Knight van Aksana en AJ. Haar moeder, Vickie Guerrero schreef op Twitter: "Last night while watching my daughter wrestle..I saw Eddie's walk and his eyes shine through my daughter...I'm blessed."
Op 15 december 2011 won ze het FCW Divas Championship, haar eerste worsteltitel in haar carrière. Een jaar later vroeg Guerrero aan de WWE haar contract beëindiging. De WWE accepteerde en Guerrero bevestigde haar WWE-vertrek.

## In het worstelen
- Finishers
  - Glory bomb

- Signature moves
  - Meerdere Suplex variaties
  - Scoop slam

## Prestaties
- Florida Championship Wrestling
  - FCW Divas Championship (1 keer)
  - Queen of FCW (1 keer)